# Gustaf Petri
Gustaf Wilhelm Petri, född 5 januari 1885 i Linköping, död 2 september 1964  i Täby, var en svensk militär (generalmajor) och militärhistoriker.

## Biografi
Petri började sin bana vid Första livgrenadjärregementet på Malmslätt. Efter sin kompanichefstid och några år som major vid Bohusläns regemente blev Petri chef för Generalstabens krigshistoriska avdelning. År 1936 utnämndes han till överste och förordnades 1937 till chef för Krigsskolan Karlberg, en tjänst han innehade till 1940. Petri fick den 3 februari 1940 i uppdrag av regeringen att skapa ett hemvärn. Hemvärnet skapades officiellt den 29 maj samma år genom ett riksdagsbeslut. Petri var chef för Hemvärnet mellan den 1 juli 1940 och den 31 mars 1947.
Petri invaldes som ledamot av Krigsvetenskapsakademien 1926 och av Samfundet för utgivande av handskrifter rörande Skandinaviens historia 1928. Han blev filosofie hedersdoktor vid Stockholms högskola 1950. Petri blev riddare av Svärdsorden 1926, av Vasaorden 1927 och av Nordstjärneorden 1936, kommendör av andra klassen av Svärdsorden 1939, kommendör av första klassen av Svärdsorden 1942 och av Vasaorden 1945.
Till minne av Petris insats för Hemvärnet utdelas av Hemvärnsbefälets Riksförbund Hemvärnets Petrimedalj, även kallad Gustaf Petri-medaljen. Han är begravd på Västra griftegården i Linköping.